# 海津ゆうこ
海津ゆうこ（かいつ ゆうこ、本名 海津優子、1978年 - ）は新潟県で活躍するフリーアナウンサー。新潟県新発田市出身。

## 略歴
1978年新発田市生まれ。郡山女子大学卒業。
レポーター等になる以前はフジテレビの『あいのり』に出演していた。郡山女子大学に通っていたこともありプロフィールには出身が「福島県」になっていた。
- 2004年、ミスあやめ花嫁人形[2]。
- 2005年、新潟県きものの女王[2]。
- 2016年、板額会による第9代「板額御前」の一般公募に応募し当選[3]。

現在は新潟を中心に司会、イベント等で活動している。

## 出演番組

### 現在の出演番組
- ひるどきしばた769（エフエムしばた）

### 過去の出演番組
- あいのり（フジテレビ）
- めざましテレビ公認 わがまま!気まま!旅気分
  - 魅力満載! 越後は、見所、お宝いっぱい!（BSフジ 2010年7月24日、NST 2010年7月31日）
  - ふれあいぬくもり 新潟紀行（BSフジ 2011年10月15日、NST 2011年10月22日）
- 陽気なトランポリン（新潟テレビ21）
- イブニング王国（BSNラジオ）
- ブランチバスケット（BSNラジオ）
- ばななサンデー（BSNラジオ）
- スナッピー （BSNラジオ）
- ゴゴラク!(BSNラジオ)
- 海津ゆうこのさたばな(BSNラジオ)
- ひるbanana(BSNラジオ)
- 夕焼けパラダイス(NCV新潟センター)
- in style（FM PORT）

など